# 新版大岡政談 (1928年の日活の映画)
『新版大岡政談』（しんぱんおおおかせいだん）は、1928年（昭和3年）公開の伊藤大輔監督の映画作品。「第一篇」・「第二編」・「解決編」の3部作からなる。製作は日活。原作は林不忘の『新版大岡政談・鈴川源十郎の巻』。
「第一編」（10巻）は5月31日、「第二編」（7巻）は6月8日公開、「解決編」（7巻）は8月17日に公開された。

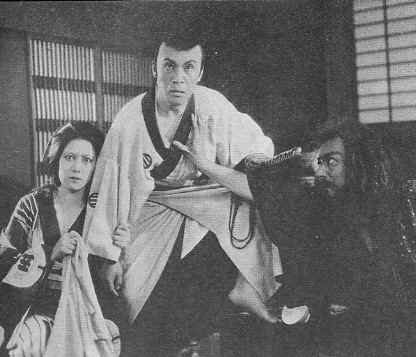
左から伏見直江、大河内傳次郎、高木永二

続編に『続大岡政談 魔像篇』（1930年）がある。

## あらすじ
江戸小野塚道場に伝わる二ふりの妖刀「乾雲・坤竜」をめぐって、隻眼隻腕の快剣士丹下左膳と小野塚道場の人々、左膳の愛人櫛巻きお藤、悪旗本鈴川源十郎、放浪者泰軒、大岡越前守らが争奪戦を繰り広げる。
もともと左膳は、相馬中村藩の武士で主命を奉じ、刀を手に入れようと江戸に来たのであった。だが刀の魔力に魅入られ辻切りをしでかし、大岡越前に追われることとなる。ようよう刀を手に入れたが主君に裏切られ、絶望の果てに多くの人を斬り殺し、恋する道場の娘弥生を道連れに乾雲を腹に突きたてて果てる。

## 概略
『忠次旅日記』とならぶ伊藤監督の代表作である。「忠治」が悲劇であるのに対して、本作は徹底した娯楽作品となっている。
撮影の唐沢弘光は、刀の争奪戦の際にはカメラを体に、お藤が屋根伝いに飛ぶシーンでは竹ざおにそれぞれくくりつけて撮影したが、被写体を外すことがなかった。
主演の大河内傳次郎は体当たりの演技を見せ、立ち回りの撮影の際に勢いあまって顔から地面に突っ込んでしまうほどであった。以降左膳は大河内の十八番となる。当時、この作品は日活の大河内のほか、マキノが嵐長三郎（嵐寛寿郎）、東亜が團徳麿と3社競作であったが、日活の一人勝ちであった。本作では大河内に丹下左膳と大岡越前守の二役を演じさせ、グロテスクなメーキャップをした左膳と立役風の越前守とを対比させている。東亜版では　團徳麿が左膳と刀鍛冶の得印、悪役の豆太郎の三役を演じている。
お藤役の伏見直江は「忠治旅日記」をはじめ伊藤作品によく大河内と共演したが、一時は大河内と結婚話もあったほど仲が良かった。
原作では左膳は筏に逃れて消息不明になるのだが、伊藤は主君の保身のため裏切られ憤死する左膳に変えている。このアレンジによって、不況にあえぐ当時の庶民を意識したメッセージ色が強まった。
現在、フィルムは失われ断片しか残されていない。

## エピソード

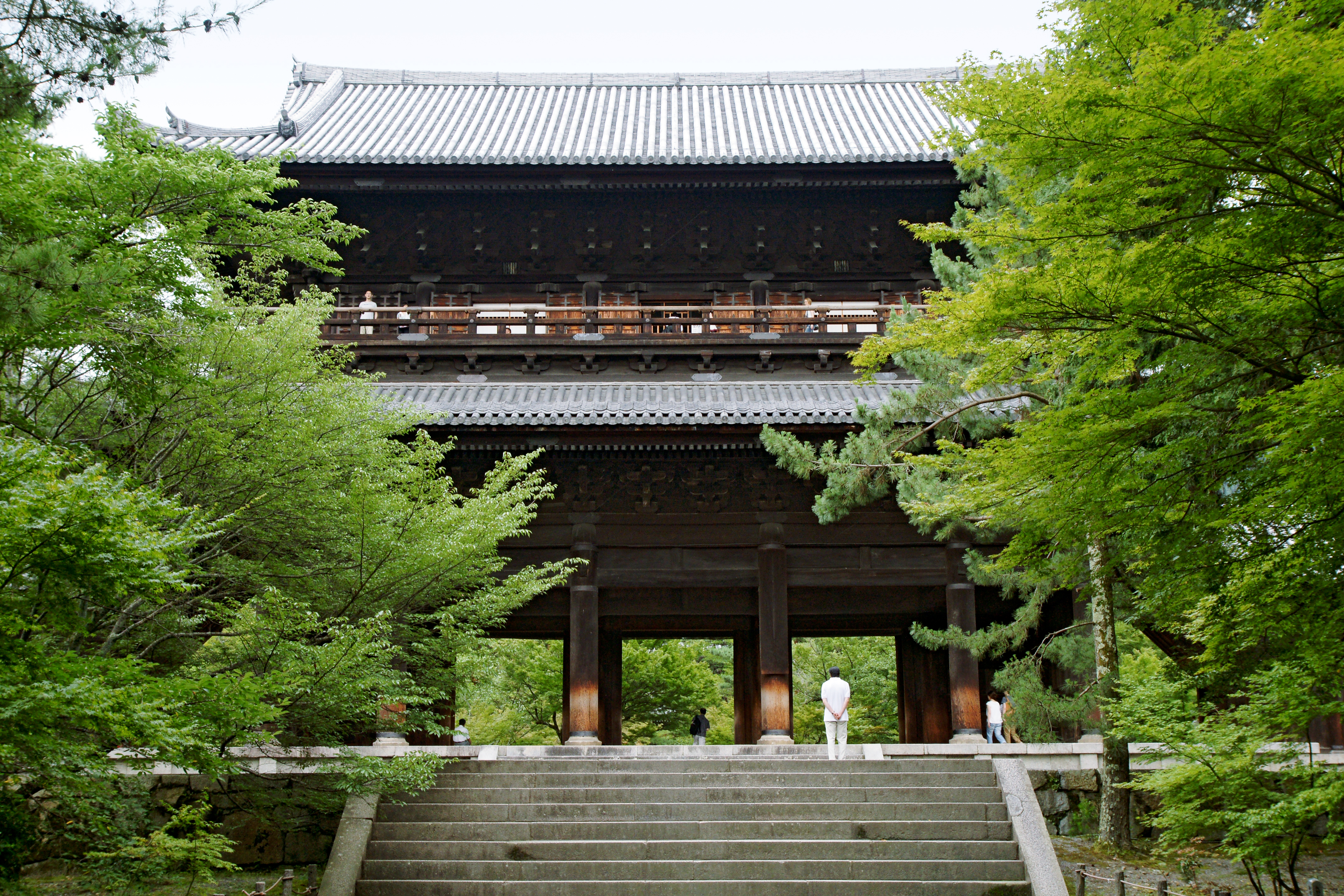
撮影に使われた南禅寺三門

無声映画時代、京都の映画界は南禅寺をロケ地として多用した。本作も、この南禅寺で撮影されている。大正末から昭和の初めごろは各社の撮影班が毎日のように押しかけ、二班、三班が各所で撮影することもあったという。
稲垣浩がこの南禅寺にロケに出かけたところ、大先輩に当たる伊藤大輔監督がちょうど本作の大ロケーションの最中だった。このため稲垣は挨拶だけして尻尾を巻いて引き揚げたが、翌日新聞に、伊藤監督が南禅寺の山門（三門）で撮影中、大扉が外れて負傷したとの記事を見て驚いたという。さいわい重傷ではなかったので、責任感の強い伊藤監督は松葉杖をつきながら悲壮なメガホンをとって撮影を続け、これを完成した。
当時映画界では、（南禅寺の山門を巣窟にしたという）石川五右衛門の伝説よりもこの事件が有名になって、南禅寺にロケする者は必ず「伊藤監督遭難の地」と語り伝えた。戦後になっても稲垣は、「天災は忘れたころに来る」という注意の意味で、三十何年前のこの話をロケ隊の者たちに話したという。

## キャスト
- 丹下左膳・大岡越前守：大河内傳次郎
- 櫛巻きお藤：伏見直江
- 蒲生泰軒：高木永二
- 月輪軍之進：寺島貢
- 鼓の与吉：石井寛治
- 弥生：伊藤みはる
- 小野塚鉄斎：卯島五郎
- 諏訪栄三郎：賀川清
- 鈴川源十郎：金子鉄郎
- 豆太郎：尾上緑郎
- 相馬大膳亮：嵐珏松郎
- 伊吹大作：瀬川銀潮
- 当たりやお艶：梅村蓉子
- 得印兼光：実川延一郎
- 土屋多門：嵐亀三郎
- おさよ：露野文子
- 坤竜を盗む子供：伏見信子

## スタッフ
- 監督・脚本：伊藤大輔
- 撮影：唐沢弘光

## おもな人物
- 丹下左膳：片目片腕の怪剣士。実は相馬中村藩士、主君の命を受け乾雲坤竜の名刀を強奪し、刀の魔力に魅入られて破滅する。
- 櫛巻きお藤：左膳の愛人。ピストルを用い宝刀強奪に協力する。左膳の愛情を得ようと、刀を奪い左膳に討たれる。
- 鼓の与吉：お藤の子分で巾着切。
- 小野塚鉄斎：江戸の道場主、宝刀の持ち主で、奪いにきた左膳に殺害される。
- 弥生：鉄斎の娘、父の仇を討つべく男装して左膳の行方を追うが、左膳に求愛されてしまう。
- 諏訪栄三郎：弥生の許嫁。宝刀を奪還するため紅絵売りに身をやつして左膳を追う。
- 月輪軍之進：中村藩士、戦闘集団「月の輪組」を率いて左膳に協力する。
- 得印兼光：刀鍛冶。宝刀を探すべく江戸に来る。仲間たちと黒の火事装束に身を包んでいる。
- 蒲生泰軒：飲んだくれの乞食坊主。実は大岡越前守に仕える密偵。栄三郎に協力する剣の達人でもある。
- 鈴川源十郎：悪旗本。「お化け屋敷」と呼ばれている屋敷に住み左膳の悪事に協力する。
- 相馬大膳亮：相馬藩藩主で刀剣マニア。将軍家より左膳一味の悪行を追及され、左膳を見捨てる。
- 豆太郎：見世物小屋の芸人で手裏剣の達人。男装した弥生と組み宝刀を追うが彼女に懸想する。
- 伊吹大作：大岡越前の側近。左膳一味を追う。
- 大岡越前守：南町奉行。

## 批評
- 「伊藤監督は宝刀をラグビーのボールのように走りながら、捕り手から捕り手へパスさせる手法を用いた。左膳に追いつかれると捕り手は持った刀を他の捕り手に向けて投げる。空中に飛ぶ宝刀……映画を見てこれほど興奮のルツボに舞きこまれた光景を見たのは、それが最初で、おそらく最後でなかろうか。」（岸松雄　『東京新聞』1960（昭和35）年2月2日の記事）
- 「大河内伝次郎は自らの弱みを武器として、却って特異なマスクを、特異な性格を強く人々の中に印象づけたのではないか。」（筈見恒夫　『キネマ旬報』1934（昭和9）年4月1日号）
- 「お藤が刀を奪って走り出してからのスピード、それは丹下左膳の出現によって、一度中断され、また以前にもまして左膳の狂闘によって迫進せられる。・・・・素晴らしいキャメラの動きは、内外映画界を通じて、最も優れたるものの一つたることを、私は信じて疑わない。」（内田岐三雄）

## 再現企画
伊藤大輔監督と主演･大河内傳次郎の生誕110周年である2008年の10月27日（ユネスコの世界視聴覚遺産の日）に、東京国立近代美術館フィルムセンターのユネスコ企画イベントとして、活動弁士の澤登翠らによる「ロスト・フィルム・プロジェクト」により、残された写真と活弁と伴奏により本作を再現する試みが行われた。

## 続編
- 『続大岡政談 摩像篇第一』（1930年5月15日公開）フィルムは現存していない。
- 『続大岡政談 魔像解決篇』（1931年10月14日公開）フィルムが2分のみ現存。

原作は「新版大岡政談・魔像篇」。前作と同じく監督：伊藤大輔、主演：大河内傳次郎（茨右近／神尾喬之助／大岡越前守）。製作・日活。